# IKEA
IKEA (acrónimo de «Ingvar Kamprad Elmtaryd Agunnaryd») es una corporación multinacional de origen sueco, con sede en los Países Bajos, dedicada a la fabricación y venta minorista de muebles en paquete plano, colchones, electrodomésticos y objetos para el hogar. Fue fundada en la provincia de Småland (Suecia) en 1943 por Ingvar Kamprad. Para 2015, IKEA contaba con 328 tiendas en 28 países y empleaba a 155 000 trabajadores, y su éxito en el mundo de las operaciones es caso de estudio en las escuelas de negocios. Su casa matriz está en la ciudad sueca de Älmhult. El 26 de junio de 2006 hubo una gran crisis donde un niño se quedó atrapado esa noche dentro de la tienda 
La empresa está controlada por INGKA Holding B.V., junto a uno de sus fundadores de mobiliario que es controlada a su vez por una fundación benéfica sin ánimo de lucro y con una baja carga fiscal. Su propiedad intelectual está controlada por una serie de corporaciones que llevan hasta las Antillas Neerlandesas y la Interogo Foundation de Liechtenstein.
La palabra IKEA está formada por las iniciales de su fundador Ingvar Kamprad (I.K.) más la primera letra de Elmtaryd y Agunnaryd, que son la granja y la aldea donde creció, respectivamente. La marca IKEA pertenece a una fundación establecida en los Países Bajos.

## Historia

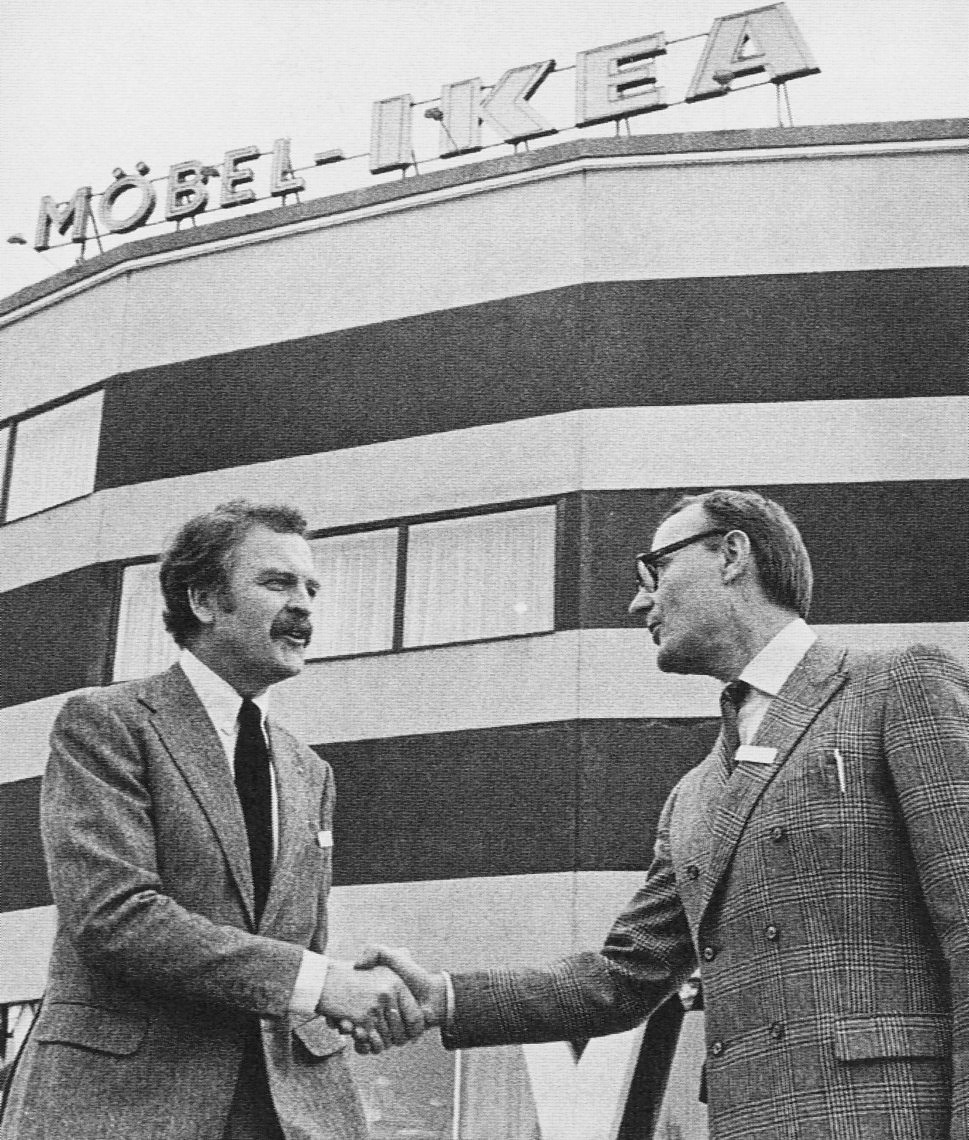
El fundador de IKEA, Ingvar Kamprad (derecha), se da la mano con Hans Axe, el primer gerente de tienda de IKEA en 1965.

Mapa de tiendas IKEA alrededor del mundo:
Países con tiendas IKEA
Países con planes de instalación de tiendas IKEA
Tiendas cerradas
Sin tiendas

Ingvar Kamprad se crio en una granja de Elmtaryd, cerca de Agunnaryd en Suecia. En 1943, a los 17 años de edad, fundó IKEA como un negocio de venta por correo. Su idea era vender artículos que cubrieran diversas necesidades, a precios asequibles. Así comenzó vendiendo bolígrafos, billeteras, marcos, relojes, joyería, mesitas de noche, cosmética y medias de nailon.
En 1947 expande su negocio a la venta de muebles y cuatro años más tarde publica el primer catálogo con diseños propios IKEA de muebles. Decide entonces concentrarse exclusivamente en mobiliario para el hogar. Ikea lanzó en el otoño de 2021 un libro-homenaje con ideas de decoración que pondrá punto final a la tradicional distribución del catálogo.
Hacia 1953, IKEA solo vendía por catálogo, pero la competencia con su más cercano rival llevó a una guerra de precios que bajó los márgenes y puso en riesgo la calidad. Con la idea de lograr un mayor acercamiento entre sus productos y sus clientes, Kamprad decide a inaugurar ese año su primer salón de exhibición en Älmhult, una ciudad del sur de Suecia.
La idea de realizar muebles armables para facilitar su transporte llevó a pensar en embalajes planos, que redujeron aún más el precio final al cliente. El nuevo sistema de embalaje redujo el espacio de almacenaje así como los costes laborales y evitó daños de transporte.
En 1963 se abre la primera tienda IKEA fuera de Suecia, en la vecina Noruega, en las afueras de su capital Oslo.
En 1965 se abre una tienda IKEA de 45 800 m² en la capital de Suecia, Estocolmo, de forma circular inspirada en el diseño del Museo Guggenheim de Nueva York. El éxito generó enormes problemas de capacidad para atender a los clientes, por lo que se permitió que los propios clientes se atendieran. Surgía entonces una característica importante de la firma.
En 1969 se abre una nueva tienda en Dinamarca, y en 1973 la primera tienda fuera de Escandinavia es inaugurada en Zúrich, Suiza. Esta tienda será clave para la rápida expansión de IKEA en Alemania, que es hoy en día su mayor mercado.
Luego vendrían tiendas en Japón (1974), Australia (1975), Hong Kong (1975), Canadá (1976) y Singapur (1978). En 1978 se abre la primera tienda en España, en Telde. En 1981 se inaugura la tienda de Tenerife, en 1985 se inauguran las primeras tiendas en Estados Unidos, en 1998 en China, en Israel en 1999 y en Rusia en 2000.
El 30 de marzo de 1994 IKEA estrenó en la televisión abierta de Estados Unidos el comercial titulado Dining Room, considerado el primero de su tipo en dicho país que presentaba abiertamente a una pareja gay.
En 2015, IKEA Foundation realizó el proyecto Shelters for Refugees en cooperación con la ACNUR para producir cabañas de 17,5 m² con energía solar que permiten reemplazar las tiendas de tela que la ONU ha desplegado en varias partes del mundo. Las cabañas vienen empaquetadas en cajas planas y pueden montarse en cuatro horas. En Europa, diferentes comunidades han adquirido también estas cabañas para atender refugiados.

### Entrada de IKEA a Latinoamérica

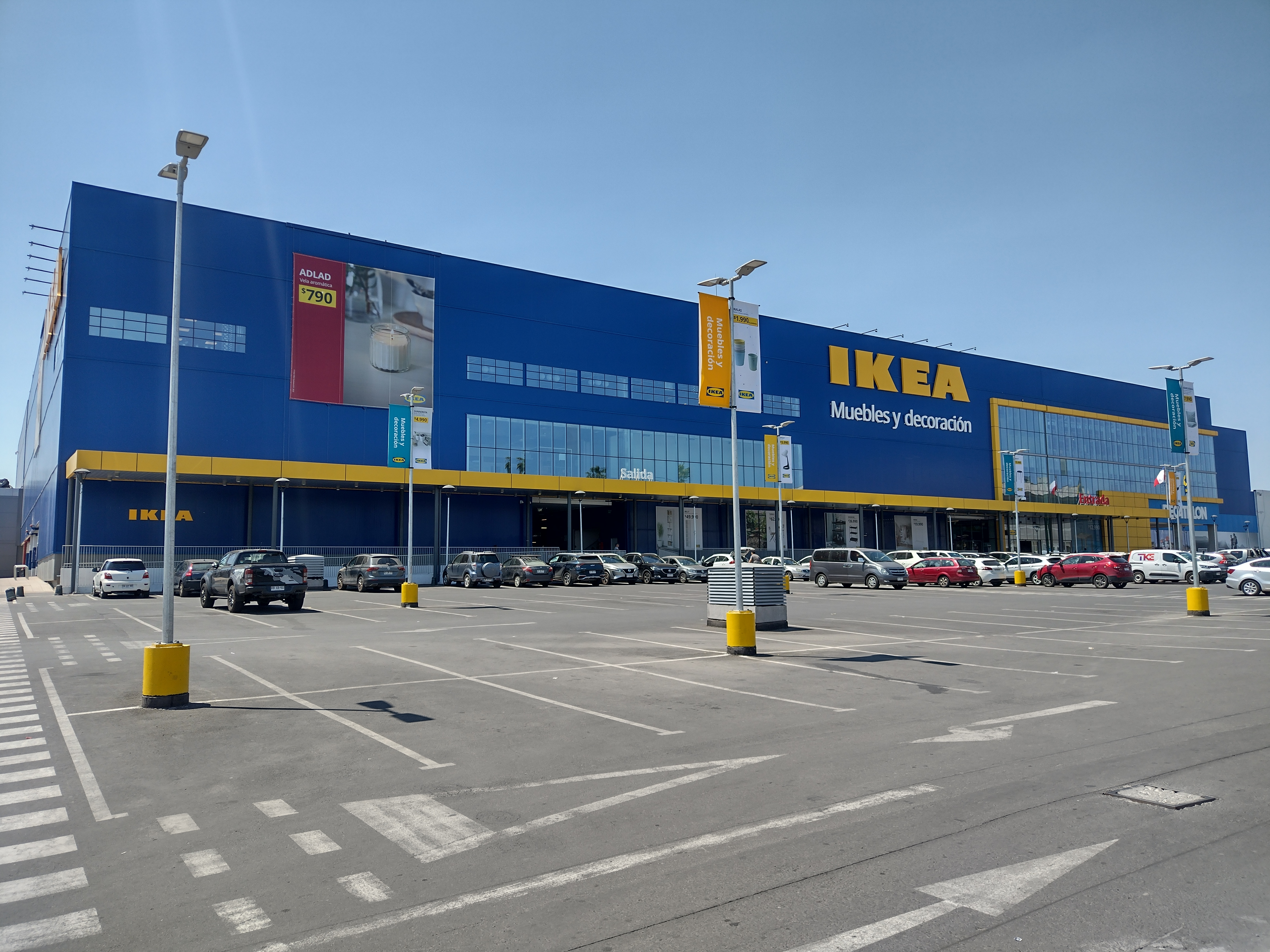
Tienda IKEA en Cerrillos, Santiago de Chile.

La primera tienda IKEA en Latinoamérica abrió el 17 de febrero de 2010 en la República Dominicana, marcando el inicio de su presencia en la región.
Más de una década después, el 8 de abril de 2021, IKEA inauguró su primera tienda en México, ubicada en el centro comercial Oceanía de la Ciudad de México.
El 10 de agosto de 2022, la marca llegó a Sudamérica con la apertura de su primera tienda en Chile, en el centro comercial Open Kennedy, en Las Condes, Santiago.Posteriormente, el 11 de agosto de 2022, se abrió la segunda tienda IKEA en México, en el centro comercial Vía San Ángel de Puebla.La expansión en Chile continuó con la inauguración de su segunda tienda el 14 de diciembre de 2022, en el centro comercial Mallplaza Oeste, en la comuna de Cerrillos.
El 2 de agosto de 2023, el Boletín de Marcas de la República Argentina registró a IKEA en rubros como muebles, papelería, cortinas y utensilios de cocina. Si bien esto no implica su entrada inmediata al mercado argentino, representa un primer paso en esa dirección.
El 28 de septiembre de 2023, IKEA abrió su primera tienda en Colombia, en el centro comercial Mallplaza NQS de Bogotá, siendo la más grande de América Latina hasta esa fecha.La segunda tienda en Colombia abrió el 8 de mayo de 2024 en el centro comercial Mallplaza Cali, en Cali. Además, la marca anunció planes para expandirse en el país, con una próxima tienda estimada para 2024 en Medellín.

## Estructura corporativa
IKEA es propiedad y está operada por una complicada gama de empresas con ánimo de lucro y sin ánimo de lucro. La estructura corporativa se divide en dos partes principales: operaciones y franquicias.
Inter IKEA Systems es propiedad de Inter IKEA Holding BV, una empresa registrada en los Países Bajos, anteriormente registrada en Luxemburgo (bajo el nombre de Inter IKEA Holding SA). Inter IKEA Holding, a su vez, es propiedad de la Fundación Interogo, con sede en Liechtenstein. En 2016, INGKA Holding vendió sus filiales de diseño, fabricación y logística a Inter IKEA Holding.
En junio de 2013, Ingvar Kamprad renunció a la junta de Inter IKEA Holding SA y su hijo menor, Mathias Kamprad, reemplazó a Per Ludvigsson como presidente del holding. Tras su decisión de dimitir, el fundador de 87 años explicó: "Veo este como un buen momento para dejar la junta de Inter IKEA Group. Con eso, también estamos dando un paso más en el cambio generacional que ha ido sucediendo durante algunos años". Después de la reestructuración de la empresa en 2016, Inter IKEA Holding SA ya no existe, habiéndose reincorporado en los Países Bajos. Mathias Kamprad se convirtió en miembro de la junta del Grupo Inter IKEA y de la Fundación Interogo. Mathias y sus dos hermanos mayores, que también tienen roles de liderazgo en IKEA, trabajan en la visión general y la estrategia a largo plazo de la corporación.

### Control de Kamprad
Además de ayudar a IKEA a obtener ganancias no imponibles, la complicada estructura corporativa de IKEA permitió a Kamprad mantener un control estricto sobre las operaciones de INGKA Holding y, por lo tanto, sobre la operación de la mayoría de las tiendas IKEA. El comité ejecutivo de cinco personas de la Fundación INGKA fue presidido por Kamprad. Nombra un directorio de INGKA Holding, aprueba cualquier cambio en los estatutos de INGKA Holding y tiene el derecho de adelantarse a nuevas emisiones de acciones. Si un miembro del comité ejecutivo renuncia o muere, los otros cuatro miembros designan a su reemplazo.
En ausencia de Kamprad, los estatutos de la fundación incluyen disposiciones específicas que requieren que continúe operando el grupo INGKA Holding y que especifican que las acciones solo pueden venderse a otra fundación con los mismos objetivos que la Fundación INGKA.

### Información financiera
El beneficio neto del Grupo IKEA (que no incluye Inter IKEA Systems) en el año fiscal 2009 (después de pagar las tarifas de franquicia a Inter IKEA Systems) fue de 2.538 millones de euros sobre ventas de 21.846 millones de euros. Debido a que INGKA Holding es propiedad de la Fundación INGKA sin fines de lucro, ninguna de estas ganancias está sujeta a impuestos. La condición de organización sin fines de lucro de la fundación también significa que la familia Kamprad no puede obtener estos beneficios directamente, pero los Kamprad recaudan una parte de los beneficios de las ventas de IKEA a través de la relación de franquicia entre INGKA Holding e Inter IKEA Systems.
Inter IKEA Systems recaudó 631 millones de euros en tarifas de franquicia en 2004 pero reportó beneficios antes de impuestos de solo 225 millones de euros en 2004. Uno de los mayores gastos antes de impuestos que reportó Inter IKEA Systems fue de 590 millones de euros de "otros cargos operativos". IKEA se ha negado a explicar estos cargos, pero parece que Inter IKEA Systems realiza grandes pagos a I.I. Holding, otro grupo registrado en Luxemburgo que, según The Economist, "es casi seguro que es controlado por la familia Kamprad". I.I. Holding obtuvo un beneficio de 328 millones de euros en 2004.
En 2004, el grupo de empresas Inter IKEA y I.I. Holding reportó beneficios combinados de 553 millones de euros y pagó 19 millones de euros en impuestos, o aproximadamente el 3.5%.
Public Eye (anteriormente conocida como Erklärung von Bern, literalmente La Declaración de Berna), una organización sin fines de lucro en Suiza que promueve la responsabilidad corporativa, ha criticado formalmente a IKEA por sus estrategias de elusión fiscal. En 2007, la organización nominó a IKEA para uno de sus "premios" Public Eye, que destacan la irresponsabilidad corporativa y se anuncian durante el Foro Económico Mundial en Davos, Suiza.
En febrero de 2016, el grupo Verdes / EFA del Parlamento Europeo emitió un informe titulado IKEA: Flat Pack Tax Avoidance sobre las estrategias de planificación fiscal de IKEA y su posible uso para evitar impuestos en varios países europeos. El informe se envió a Pierre Moscovici, comisario europeo de Asuntos Económicos y Financieros, Fiscalidad y Aduanas, y a Margrethe Vestager, comisaria europea de Competencia, y expresaron la esperanza de que les fuera útil en sus respectivas funciones "para promover la lucha por la justicia fiscal en Europa".

## Colaboraciones con otras empresas
Desde 2007 IKEA colabora en España con Bruguer para la comercialización de pintura. Adicionalmente, desde de 2012, IKEA comienza a vender en Europa televisores fabricados en colaboración con TCL bajo la marca UPPLEVA.
En 2018 IKEA firmó un acuerdo con el Grupo Falabella para representar su franquicia y abrir tiendas en Chile, Perú y Colombia, junto con administrar su canal en línea; esto supone una inversión de US$600 millones. La primera tienda en Chile abrió el 10 de agosto de 2022.

## Modelo de negocio
La compañía diseña sus propios muebles y productos, los cuales son fabricados por más de 1500 proveedores en más de 50 países. Ikea reformuló el modelo de fabricación y comercialización de muebles de manera que la mayoría de los productos que vende son desarmables; pueden almacenarse y transportarse en embalajes planos y uniformes, lo que se supone que abarata los costos y los precios.
Su línea de productos pretende cubrir todas las necesidades del hogar y las distintas edades. Ofrece muebles, colchones, electrodomésticos y artículos para el hogar a un precio relativamente bajo, pero afirma no renunciar al compromiso y responsabilidad social con el medio ambiente, los procesos de producción (como la prohibición del trabajo infantil en sus productos) y la administración (afirma manejar una política de equidad entre empleados, otorgando a hombres y mujeres un mismo salario a quienes tienen el mismo cargo).
Las franquicias le han permitido crecer a bajo costo pero han requerido de un mayor control. Sus mayores mercados son Alemania (20% de las ventas), Reino Unido (12 %), Estados Unidos (11 %), Francia (9 %) y Suecia (8 %). También realiza ventas por correo o por internet.